# Ambulante handel
Ambulante handel is de officiële term die gebruikt wordt voor huis-aan-huisverkoop, verkoop op de openbare weg, op openbare markten of op andere plaatsen of lokalen. Ambulante handel is het meest bekend in de vorm van marktkramen, rijdende snackbars, kiosken, vis- en oliebollenkraampjes en bloemenstalletjes; maar ook de ouderwetse scharensliep en modernere verkopers aan de deur horen erbij. 
Marktkramen en verkoopwagens vinden gewoonlijk een standplaats op markten, brinken en pleinen, of op daarvoor gereserveerde ruimten bij winkelcentra en op kruisingen en straathoeken. De marktkramen of verkoopwagens kunnen daar een gemeentelijke vergunning krijgen voor dagelijkse of wekelijkse handel, of ook voor seizoensperioden.  

## België
Voor het uitoefenen van ambulante handel is in België een leurkaart vereist. De kaart moet aangevraagd worden bij het dichtstbijgelegen ondernemingsloket. Deze kaart is strikt persoonlijk en kan niet worden verkocht.

## Nederland
In Nederland was een marktpas vereist tot 1 januari 2014.  Deze marktpas of Bewijs  van Registratie werd door het Hoofdbedrijfschap Detailhandel verstuurd na betaling van de desbetreffende heffing. Vanaf 1 januari 2014 gelden uitsluitend eventuele lokale door de gemeente vastgestelde vereisten voor deelname aan de ambulante handel.